# Forêt sacrée Oro-Zoun de Lindja Dangbo
La forêt sacrée Oro-Zoun de Lindja Dangbo est située au sud-est du Bénin, dans l'arrondissement de Médédjonou, la commune d'Adjarra et le département de l'Ouémé, à proximité de la frontière avec le Nigeria.

## Contexte
Le Bénin dispose de plus de 2 millions d’hectares de forêts classées et de nombreuses aires protégées, couvrant environ 20 % du territoire national. À cela s’ajoutent près de 3 000 forêts sacrées, qui représentent, par leur valeur culturelle et spirituelle, une forme traditionnelle de préservation et de gestion durable de la biodiversité. En 2011, un projet intitulé PIFSAP a été lancé afin d’intégrer ces forêts sacrées dans le réseau officiel des aires protégées. C’est dans ce cadre que la forêt sacrée Oro-Zoun, située à Lindja Dangbo, a fait l’objet d’une étude approfondie.

## Situation
La forêt est située au cœur du village de Lindja-Dangbo, à 1 km au sud du poste de douane de Médédjonou. Elle est entourée de plantations d'acacias, de cultures, d'habitations et d'une piste aménagée menant au village de Lindja-Tokpa. Elle occupe une superficie de 1,05 hectare.

## Histoire et culture
Selon la tradition orale, les premiers habitants, venus du Nigeria voisin sous la conduite du roi Atchekodoe, auraient trouvé refuge dans cette région après avoir traversé la rivière Ogli. Ils y installèrent leurs croyances et leurs rites, consacrant la forêt à la divinité Oro ainsi qu’à d’autres entités protectrices. Ces divinités, et la forêt qui les abrite, occupent une place centrale dans la vie socio-spirituelle des populations. La conservation de cet espace est jugée essentielle, notamment parce qu’il constitue une source précieuse de pharmacopée traditionnelle grâce à la diversité de ses espèces végétales, dont certaines écorces, racines et feuilles sont utilisées à des fins médicinales.
Tous les deux ans, des cérémonies Oro y sont organisées afin de conjurer le mauvais sort et de garantir le bien-être de la communauté.

## Biodiversité

### Flore
La végétation est celle de la forêt humide, dense, semi-décidue, dégradée. 99 espèces végétales y ont été dénombrées, dont les arbres Ceiba pentandra (fromager), Cola gigantea (colatier géant), Trichilia megalantha, Homalium letestui, Albizia spp., Cola millenii, également Petiveria alliacea, Hilleria latifolia, Chromolaena odorata, Olyra latifolia, Canna indica, Hypselodelphys violacea.

### Faune
La faune est très diversifiée. Les mammifères présents sont principalement le Grand Aulacode (Thryonomys swinderianus), l'Écureuil fouisseur (Xerus erythropus), le «rat de Gambie » (Cricetomys gambianus), le « rat palmiste » (Heliosciurus gambianus), des souris, des genettes (Genetta spp.) et des singes tels que Chlorocebus aethiops, Chlorocebus tantalus, Cercopithecus mona ou Dendrohyrax dorsalis. On recense également 13 espèces d'oiseaux, réparties en 8 familles, mais aucune espèce migratrice.
Parmi les reptiles, on rencontre des serpents : le cobra (Naja nigricollis), le Python de Seba (Python sebae), la Vipère heurtante (Bitis arietans), également des couleuvres brunes et vertes. On y trouve en outre le varan d'eau (Varanus niloticus), des margouillats, des salamandres et des caméléons.
Les batraciens sont représentés par les crapauds (Bufo regularis), les grenouilles et les rainettes ; les mollusques par l'Escargot géant africain et les limaces.
107 espèces d'insectes ont été répertoriées, appartenant à plusieurs ordres, principalement des Hyménoptères, des Odonates, des Coléoptères, des Hétéroptères, des Orthoptères et des Lépidoptères.

### Note
- (fr) Cet article est partiellement ou en totalité issu de l’article de Wikipédia en français intitulé « Forêt sacrée Oro-Zoun de Lindja Dangbo » (voir la liste des auteurs).